# A Gangster and a Gentleman
A Gangster and a Gentleman é o primeiro álbum de estúdio solo do rapper americano Styles P. Foi lançado dia 9 de julho de 2002 pela gravadora Ruff Ryders.
| Críticas profissionais                                                      | Críticas profissionais |
| Avaliações da crítica                                                       | Avaliações da crítica  |
| Fonte                                                                       | Avaliação              |
| --------------------------------------------------------------------------- | ---------------------- |
| MVRemix Reviews                                                             | (7/10)                 |
| All Music Guide                                                             | [ 2 ]                  |
| HipHopDX.com                                                                | [ 3 ]                  |
| Esta tabela precisa de ser acompanhada por texto em prosa. Consulte o guia. |                        |

## Faixas
| #  | Canção                       | Escritor da música                                                                    | Produtores                    | Execução                              |
| -- | ---------------------------- | ------------------------------------------------------------------------------------- | ----------------------------- | ------------------------------------- |
| 1  | "Intro"                      |                                                                                       | Styles                        | *Interlude*                           |
| 2  | "Good Times"                 | D. Styles, K. Dean, M. McCleod, P. Sawyer, R. Hankerson                               | Saint Denson, Swizz Beatz     | Styles                                |
| 3  | "Y'all Know We In Here"      | D. Styles, A. Fields                                                                  | P. Killer Trackz, Swizz Beatz | P. Killer Trackz, Styles              |
| 4  | "A Gangster And A Gentleman" | D. Styles, A. Maman                                                                   | The Alchemist                 | Styles                                |
| 5  | "Black Magic"                | D. Styles, A. Maman, A. Smith                                                         | Alchemist                     | Angie Stone, Styles                   |
| 6  | "Daddy Get The Cash"         | D. Styles, D. Stinson, R. Grant, J. Johnson, D. McNeil                                | DJ Twinz, Rockwilder          | Lil' Mo, Styles                       |
| 7  | "Lick Shots"                 | D. Styles, S. Jacobs, J. Phillips, J. Hood, K. Dean                                   | Swizz Beatz                   | J-Hood, Jadakiss, Sheek Louch, Styles |
| 8  | "And I Came To..."           | D. Styles, S. Jacobs, E. Jeffers, K. Dean                                             | Swizz Beatz                   | Eve, Sheek, Styles                    |
| 9  | "Get Paid"                   | D. Styles, L. Lunnon                                                                  | Mr. Devine                    | The Brodhead Kids, Styles             |
| 10 | "Ass Bag (Skit)"             |                                                                                       |                               | *Interlude*                           |
| 11 | "I'm A Ruff Ryder"           | D. Styles, A. Fields                                                                  | P. Killer Trackz              | Jadakiss, Styles                      |
| 12 | "Soul Clap"                  | D. Styles, M. Gomez, R. Mickens, C. Smith, D. Thomas, R. Westfield, R. Bell, G. Brown | DJ Shok                       | Styles                                |
| 13 | "We Thugs (My Niggas)"       | D. Styles, E. Shaw, K. Ifill, R. Kimball, S. Lukather                                 | DJ Clue, DURO                 | Jadakiss, Sheek, Styles               |
| 14 | "Styles"                     | D. Styles, A. Fields                                                                  | P. Killer Trackz              | Jadakiss, Styles                      |
| 15 | "Barbershop (Skit)"          |                                                                                       |                               | *Interlude*                           |
| 16 | "Listen"                     | D. Styles, D. Thornton, M. Hodges, A. Green                                           | Tank                          | Styles                                |
| 17 | "Niggas Flippin' (Skit)"     |                                                                                       |                               | *Interlude*                           |
| 18 | "Y'all Don't Wanna Fuck"     | D. Styles, J. Grinnage, E. Murray, F. Crum                                            | Tuneheadz                     | M.O.P, Styles                         |
| 19 | "Shit Done Changed (Skit)"   |                                                                                       |                               | Garf                                  |
| 20 | "Nobody Believes Me"         | D. Styles, M. Gomez                                                                   | DJ Shok                       | Cross, J Hood, Sheek, Styles          |
| 21 | "Dedication (Skit)"          |                                                                                       |                               | *Interlude*                           |
| 22 | "My Brother"                 | D. Styles, L. Lunnon, D. Grusin                                                       | Mr. Devine                    | Styles                                |
| 23 | "Outro"                      | D. Styles                                                                             | Jay "Icepick" Jackson, Styles | *Interlude*                           |
| 24 | "The Life" [faixa bônus]     |                                                                                       | Ayatollah                     | Pharaohe Monch, Styles                |

## Produção
- Styles — faixas 1, 23
- Saint Denson — faixa 2
- Swizz Beatz — faixas 2, 3, 7, 8
- P. Killer Trackz — faixas 3, 11, 14
- The Alchemist — faixas 4, 5
- DJ Twinz — faixa 6
- Rockwilder — faixa 6
- Mr. Devine — faixa 9, 22
- DJ Shok — faixas 12, 20
- DJ Clue — faixa 13
- Duro — faixa 13
- Tank — faixa 16
- Tuneheadz — faixa 18
- Jay "Icepick" Jackson — faixa 23
- Ayatollah — faixa 24

## Posições nos gráficos

### Álbum
| Ano  | Álbum                      | Gráfico de posições | Gráfico de posições    | Gráfico de posições |
| Ano  | Álbum                      | Billboard 200       | Top R&B/Hip Hop Albums |                     |
| 2002 | A Gangster and a Gentleman | #6                  | #2                     |                     |

### Singles
| Ano  | Canção     | Gráfico de posições | Gráfico de posições              | Gráfico de posições |                 |
| Ano  | Canção     | Billboard Hot 100   | Hot R&B/Hip-Hop Singles & Tracks | Hot Rap Singles     | Rhythmic Top 40 |
| 2002 | Good Times | #22                 | #6                               | #8                  | #156            |
| 2002 | The Life   | -                   | #66                              | -                   | -               |